# Podgrad, Ilirska Bistrica
Podgrad este o localitate din comuna Ilirska Bistrica, Slovenia, cu o populație de 607 locuitori.